# Václav Košulič
Václav Košulič (26. září 1915 Hodonín – 17. dubna 1941 Kelpen-Oler) byl český palubní radiotelegrafista 311. československé bombardovací perutě a oběť druhé světové války.

## Život

### Před druhou světovou válkou
Václav Košulič se narodil 26. září 1915 v Hodoníně. V rodném městě vychodil měšťanskou školu a dva roky studoval na obchodní akademii, ze které následně přešel na stejnou školu v Uherském Hradišti. Po ukončení studií nastoupil v roce 1936 prezenční vojenskou službu k pěšímu pluku 27 v Uherském Hradišti, v rámci které absolvoval školu pro důstojníky pěchoty v záloze v Olomouci. Rozhodl se přejít k letectvu a stát se vojákem z povolání. Mezi lety 1937 a 1938 vystudoval letecký obor na Vojenské akademii v Hranicích. Poté sloužil u Leteckého pluku 3 a Leteckém učilišti v Prostějově.

### Druhá světová válka
Po německé okupaci opustil 3. července 1939 Václav Košulič ilegálně Protektorát Čechy a Morava a přešel do Polska. Zde podepsal závazek ke vstupu do Francouzské cizinecké legie a odplul do Francie. Zde byl zařazen do armádního letectva, po pádu Francie v červnu 1940 se evakuoval do Spojeného království. Zde vstoupil do Royal Air Force a po výcviku na pozorovatele byl 11. října 1940 zařazen k 311. československé bombardovací peruti. Jako člen posádek bombardérů se účastnil náletů mj. na Dunkerk, Calais a Brest. Dne 17. dubna 1941 nastoupil jako radiotelegrafista k operačnímu letu nad Kolína nad Rýnem. Jeho stroj Vickers Wellington Mk.IC R1599 KX-J během návratu z bombardování zachycen světlomety a následně sestřelen německým leteckým esem Wernerem Streibem létajícím na Messerschmittu Bf 110. Letoun se zřítil tři kilometry od nizozemské obce Kelpen, nikdo z posádky nepřežil. Václav Košulič byl společně s ostatními pohřben ve Venlo, později byly ostatky přeneseny na válečný hřbitov Jonkerbos v Nijmegenu.

## Posmrtná ocenění
- Václavu Košuličovi byl in memoriam udělen Československý válečný kříž 1939 a Československá medaile Za chrabrost před nepřítelem
- Václav Košulič byl in memoriam povýšen do hodnosti podplukovníka